# جيمس إس. كلارك
جيمس إس. كلارك (بالإنجليزية: James S. Clark)‏ هو سياسي أمريكي، ولد في 7 أكتوبر 1921، وتوفي في 9 يونيو 2000. انتخب عضو مجلس نواب ألاباما.